# This Is the Modern World
This Is the Modern World är ett album av The Jam, utgivet 18 november 1977. Denna skiva anses  som en av gruppens svagaste, trots att den påminner ganska mycket om debuten In the City. Emellertid kan man  peka på att den stressades fram av skivbolaget samt att frontfiguren Paul Weller vid denna tid hade tappat intresset en smula på grund av en förälskelse.[källa behövs] Titelspåret var ett svar på kritik om att gruppen skulle vara nostalgiker.[källa behövs]

## Låtlista
1. "The Modern World" (Paul Weller) - 2:32
2. "London Traffic" (Bruce Foxton) - 1:50
3. "Standards" (Paul Weller) - 2:30
4. "Life from a Window" (Paul Weller) - 2:54
5. "The Combine" (Paul Weller) - 2:21
6. "Don't Tell Them You're Sane 	Foxton 	3:42
7. "In the Street Today" (Dave Waller/Paul Weller) - 1:32
8. "London Girl" (Paul Weller) - 2:42
9. "I Need You (For Someone)" (Paul Weller) - 2:42
10. "Here Comes the Weekend" (Paul Weller) - 3:31
11. "Tonight at Noon" (Adrian Henri/Paul Weller) - 3:02
12. "In the Midnight Hour" (Steve Cropper/Wilson Pickett) - 1:53